# Karl-Gustaf Hagstroem
Karl-Gustaf Hagstroem (före 1929 Hagström), född 16 juni 1891 i Jönköping, död 19 september 1973 i Stockholm, var en svensk försäkringsmatematiker.
Karl-Gustaf Hagstroem var son till läroverksadjunkten Gustaf Carlsson. Han avlade mogenhetsexamen i Kalmar 1909 och studerade därefter vid Stockholms högskola där han blev filosofie kandidat 1912, filosofie licentiat 1914 och filosofie doktor 1919. Hagstroem studerade även vid Göttingens universitet. Han tjänstgjorde vid Rikets allmänna kartverk 1912–1914, i Pensionsstyrelsen 1915–1918, hos Statens industrikommission och hos tull- och traktatkommittén 1918–1921 och som tillförordnad sekreterare i Kommerskollegium 1921–1923 samt blev 1918 aktuarie hos livförsäkringsbolaget Framtiden i Stockholm och chefsmatematiker där 1923. Hagstroem författade ett stort antal fackvetenskapliga skrifter inom matematikens, försäkringsteknikens, statistiken och den industriella produktionens områden. Därtill framträdde han som populärvetenskaplig och skönlitterär författare, bland annat med diktsamlingen Meditationer (1926) och skådespelet En scen i Venedig (1944).